# Mike, el pollastre sense cap
Mike, el pollastre sense cap (abril de 1945 - març de 1947) (en anglès Mike the Headless Chicken, també conegut com a Miracle Mike) va ser un pollastre de raça Wyandotte que va viure durant 18 mesos després que el seu amo li tallés el cap.

## Decapitament
El 10 de setembre de 1945 el pagès Lloyd Olsen de la ciutat de Fruita, Colorado (Estats Units), va ser enviat per la seva dona a buscar un pollastre pel sopar. Olsen va escollir un gall jove de cinc mesos i mig anomenat Mike. La destral no va encertar la vena jugular, i va deixar una orella i la major part del tronc encefàlic intacte. Malgrat el cop de destral que li va clavar Olsen, Mike seguia sent capaç de mantenir l'equilibri sobre un penjador i caminar matusserament, i fins i tot va intentar empolainar-se i grallar, encara que no ho va aconseguir. En contemplar que l'au no moria, el sorprès senyor Olsen va decidir tenir-ne cura, tot donant-li menjar una barreja de llet i aigua a través d'un degotador proporcionant-li també petits grans de blat de moro.
Aviat l'animal es va habituar al seu nou centre de gravetat i va guanyar estabilitat. El seu cant, però, era menys impressionant i consistia en un clapoteig fet amb la gola i era incapaç de cantar a l'alba. Mike passava el seu temps empolainant-se i intentant picar movent el seu coll a la recerca d'aliment.

## Fama
Com que molts van pensar que es tractava d'un frau, l'amo va portar l'ocell a la Universitat de Utah, a Salt Lake City, perquè en confirmessin l'autenticitat. Una vegada que va aconseguir certa fama, Mike va començar a ser exhibit en companyia d'altres criatures com ara un vedell de dos caps. També va ser fotografiat per dotzenes de diaris i revistes, entre elles Time i Life.
Al començament, l'amo de Mike cobrava 25 centaus per persona per mostrar públicament. En el seu moment més àlgid, el pollastre va arribar a guanyar 4.500 dòlars al mes, que equivaldria a uns 50.000 dòlars actuals (2005), i va ser valorat en 10.000 dólars. L'imminent èxit d'Olsen va provocar una onada de decapitacions de pollastres, però cap altre pollastre no va sobreviure més d'un dia o dos.

## Mort
El març de 1947, en una parada en un motel de Phoenix (Arizona) durant el viatge de tornada a casa de la gira, Mike es va començar a asfixiar al mig de la nit. Com que els Olsens havien oblidat el seu menjar i les seves xeringues de neteja a la caseta el dia anterior, no van poder salvar-lo. Lloyd Olsen va al·legar que havia venut l'animal, de manera que van sorgir històries sobre Mike per tot el país fins a 1949. Altres fonts, entre les quals es troba el Llibre Guinness de rècords mundials, afirmen que la tràquea del pollastre no podia obtenir l'aire suficient per poder respirar, així que va ser estrangulat al motel.
Post mortem, es va determinar que la destral no havia arribat l'artèria caròtida i un coàgul havia impedit que Mike es dessagnés. Encara que la major part del seu cap va ser tallat, gran part de la seva tija cerebral i una de les seves orelles havien quedat intactes. Atès que les funcions bàsiques (respiració, ritme cardíac, etc.), així com la majoria d'accions reflexes d'un pollastre, estan controlats pel tronc de l'encèfal, Mike va ser capaç de romandre en un bon estat de salut.

## Llegat
Actualment, Mike el pollastre sense cap té un notable reconeixement a la ciutat de Fruita (Colorado), ja que anualment se celebra una festa en el seu honor ("Mike the Headless Chicken Day"). Des de 1999, cada tercer diumenge de maig s'organitzen tot un seguit d'activitats entre les quals s'inclouen "5K Run Like a Headless Chicken Race", "egg toss", "Pin the Head on the Chicken", "Chicken Cluck - Off" i "Chicken Bingo". A més la banda Radioactive Chickenheads compondre una cançó sobre Mike.